# Авторадіометричні сепаратори
Авторадіометричні сепаратори — радіометричні сепаратори, призначені для збагачення радіоактивних руд з використанням їхньої природної радіоактивності.

## Сепаратор стрічкового типу.

Рис. 1. Радіометричний сепаратор:
1 – конвеєр; 2 – датчик; 3 – екран; 4 – шибер; 5 – електромагніт; 6 – радіометр.

На рисунку 1 наведена схема одного з найпоширеніших у ХХ ст. — стрічкового радіометричного сепаратора з розділовим механізмом шиберного типу. Сепаратор складається зі стрічкового конвеєра 1, датчика 2, екрана 3, шибера 4, електромагніту 5 і радіометра 6.
Вихідна руда подається на стрічковій конвеєр і моношаром переміщується до розділового шибера. Інтенсивність γ-випромінювання грудок руди реєструється датчиком радіометра, що розташовується у кінцевому барабані конвеєра. При підвищеній інтенсивності γ-випромінювання грудок руди радіометр через контакти К реле Ре подає струм на обмотку електромагніту. Осердя електромагніту втягується і за допомогою важеля повертає шибер так, щоб був відкритий збірник для концентрату. Пуста порода з низькою інтенсивністю γ-випромінювання направляється у збірник відходів, який у звичайному стані відкритий.
Перед збагаченням матеріал класифікується на вузькі класи, кожний клас збагачується окремо. Перевагою процесу радіометричної сепарації є висока селективність розділення.
Сепаратори стрічкового типу з електричним і пневматичним розділювальними пристроями залежно від конструктивного виконання можуть функціонувати у погрудковому і поточному режимах. В сепараторах погрудкового режиму передбачено пристрій для індикації підходу грудки руди і урахування її розмірів. Середня продуктивність сепараторів з поточним режимом роботи — 80 т/год, з погрудковим — 20 т/год.

## Сепаратор вібраційного типу

Рис. 2. Вібраційний радіометричний сепаратор.

Сепаратор вібраційного типу (рис. 2) з механічним розвантажувальним пристроєм складається з вібратора 1, екрана 2, багатоканального вібраційного конвеєра 3, шиберного розділового механізму 5 і сцинтиляційного датчика 6.
Вихідна руда до датчиків радіометра і сортувальних механізмів подається металевим вібраційним конвеєром, який складається з декількох паралельних жолобів.
У кінці конвеєра під кожним жолобом встановлені оточений свинцевим або стальним екраном сцинтиляційний датчик, який реєструє гамма-випромінювання грудок руди при їх вільному падінні з конвеєра, а також розділовий механізм (шибер з електромагнітним приводом). Грудки руди можуть розділятися також пневматичним механізмом. Основною перевагою вібраційного радіометричного сепаратора є його висока продуктивність.

Сучасний радіометричний сепаратор має інший — значно більш швидкодійний розділовий механізм — наприклад, на основі повітряних форсунок (див. Сепаратор фотометричний). Потік повітря, який подається через форсунки, змінює траєкторію руху частинок руди (вугілля тощо) в залежності від їх якості.